# فليمون رايت
فليمون رايت هو فلاح ورائد أعمال وسياسي أمريكي، ولد في 3 سبتمبر 1760 في ووبرن في الولايات المتحدة، وتوفي في 3 يونيو 1839 في بونيتياك في كندا. انتخب Member of the  Legislative Assembly of Lower Canada ‏.